# Амилкар
Амилкар (на френски: Amilcar) е бивш френски автомобилен производител от Сен Дьони, създавал автомобили в периода 1921 - 1939 г.

## История
Името на фирмата е комбинация от фамилните имана на нейните основатели – Лами и Акар. Моделите на Амилкар са предимно малки автомобили, които могат да се използват и в състезания. Най-известният модел е Амилкар С Гран Спорт (CGS) от 1924 г., който разполага с двигател с обем 1074 см3 и спирачки на четирите колела. Автомобили на компанията се изработват по лиценз и в други държави, където се продават като Плуто (Германия), Грофри (Австрия) и Амилкар Италиана (Италия). През 1937 г. Амилкар се обединява с Хочкис. Производството е преустановено през Втората световна война и не продължава след края ѝ.

## Модели
Сред по-известните модели на Амилкар са:
- Амилкар СС (1922)
- Амилкар С4 (1922)
- Амилкар Е (1923)
- Амилкар CGS (1924)
- Амилкар CS (1925)
- Амилкар CGSS (1926)
- Амилкар С6 (1927)
- Амилкар М (1928)
- Амилкар С8 (1928)
- Амилкар CS8 (1930)
- Амилкар Пегас (1934)
- Амилкар Компаунд (1938)